# Битня Вас
Битня Вас (словен. Bitnja vas) — поселення в общині Мокроног-Требелно, регіон Південно-Східна Словенія, Словенія.